# Мамедли, Анар Асаф оглы
Анар  Асаф оглы Мамедли (азерб. Anar Məmmədli; род. 26 июля 1978, Евлах) — азербайджанский правозащитник. Анар Мамедли активно занимается наблюдением и мониторингом выборов и неоднократно критиковал проведение выборов властями Азербайджана. 16 декабря 2013 года Мамедли был арестован и заключен в тюрьму после откровенной критики президентских выборов в октябре 2013 года Несмотря на международные протесты, в мае 2014 года он был приговорен к более чем 5 годам лишения свободы. 29 сентября 2014 года, все еще находясь под стражей, Мамедли был удостоен преми Вацлава Гавела в области прав человека Парламентской ассамблеей Совета Европы за «выдающиеся» действия в области защиты прав человека.

## Активизм
Мамедли начал свою деятельность в конце 1990-х годов. В 1997 году вместе с Баширом Сулейманлы и другими молодыми соучредителями основал Молодежную организацию «Светский прогресс». В 2001 году участвовал в создании Центра мониторинга выборов. За пять месяцев до президентских выборов в Азербайджане в 2008 году регистрация этой организации была отменена Хатаинским районным судом 14 мая 2008 года по техническим причинам, указанным в официальных документах . В ответ на это Анар Мамедли и Башир Сулейманлы в декабре 2008 года учредили Центр мониторинга выборов и изучения демократии (ЦМВИД).
Организация Мамедли является членом Европейской сети организаций по мониторингу выборов (ENEMO), Европейской платформы демократических выборов (EPDE), Сети парламентских организаций по мониторингу и Форума гражданского общества Программы Восточного партнерства Европейского Союза. Мамедли участвовал в многочисленных наблюдениях за выборами на международном уровне.
Помимо своей деятельности, Мамедли работал журналистом, занимая различные должности в качестве газетного репортера, комментатора, редактора и помощника главного редактора в «Меркез» («Центр»), «Хурриет» («Свобода») и «Бугюн» («Сегодня») с 1998 по 2002 год.
Мамедли окончил Азербайджанский университет языков.

## Арест
После громкой критики президентских выборов, состоявшихся 9 октября 2013 года, ЦМВИД оказался под все возрастающим давлением. В своем отчете о выборах ЦМВИД указал на ряд нарушений, заявив, что условия для свободного и демократического голосования не были соблюдены.
Вскоре после того, как ЦМВИД опубликовал свой отчет, Генеральная прокуратура Азербайджанской Республики возбудила уголовное дело против Мамедли, и он был арестован 16 декабря 2013 года. 26 мая 2014 года, Решением Бакинского суда по тяжким преступлениям, Анар Мамедли был приговорен к 5 годам и 6 месяцам лишения свободы. Мамедли было предъявлено обвинение в незаконном предпринимательстве, уклонении от уплаты налогов, злоупотреблении служебным положением с целью повлиять на результаты выборов. Мамедли и его адвокаты отрицали все обвинения. Суд и приговор подверглись критике со стороны многих международных организаций и правозащитных групп. Организация Amnesty International признала Анара Мамедли узником совести, и ряд стран призвали к его освобождению.
В сентябре 2014 года Мамедли был удостоен премии Вацлава Гавела в области прав человека Парламентской ассамблеей Совета Европы (ПАСЕ). Этой наградой Совет Европы отмечает «выдающиеся действия гражданского общества в защиту прав человека».
17 марта 2016 года, после почти 2,5 лет тюремного заключения, Анар Мамедли был помилован президентом Азербайджана наряду с другими видными политзаключенными.
В апреле 2024 года Анар Мамедли был арестован по решению суда по обвинению по статьям 192.3.2 (незаконное предпринимательство, совершенное с получением особо крупного дохода), 193-1.3.1, 193-1.3.2 (легализация имущества, добытого преступным путем, совершенная организованной группой либо преступной организацией/преступным сообществом в крупном размере), 206.4 (контрабанда, совершенная организованной группой), 213.2.1 (уклонение от уплаты налогов, совершенное организованной группой), 320.1 и 320.2 (подделка, незаконное изготовление или сбыт официальных документов или использование поддельных документов) Уголовного кодекса Азербайджанской Республики.

## Награды
В сентябре 2014 года Анар Мамедли стал лауреатом премии Вацлава Гавела.
В октябре 2014 года Норвежский Хельсинкский комитет наградил Анара Мамедли — вместе с Расулом Джафаровым, Лейлой Юнус и Интигамом Алиевым — премией свободы имени Андрея Сахарова.